# Kiglapait Mountains
Kiglapait Mountains är en bergskedja i Kanada.   Den ligger i provinsen Newfoundland och Labrador, i den östra delen av landet, 1 600 km nordost om huvudstaden Ottawa.
Kiglapait Mountains sträcker sig 43 km i sydvästlig-nordostlig riktning. Den högsta punkten är 1 036 meter över havet.
Topografiskt ingår följande toppar i Kiglapait Mountains:
- Anaktalik Mountain
- Inuksuk Mountain
- Kiglapait Mountain
- Pogutaujak Mountain

Trakten runt Kiglapait Mountains består i huvudsak av gräsmarker. Trakten runt Kiglapait Mountains är nära nog obefolkad, med mindre än två invånare per kvadratkilometer.